# Bükkös-patak
A Bükkös-patak a Szentendre környéki patakok közül a leghosszabb és legbővizűbb.

## Leírás
A Visegrádi-hegységben, Komárom-Esztergom vármegye területén ered, mintegy 450 méteres tengerszint feletti magasságban, és Szentendre belvárosától délre torkollik a Szentendrei-Duna ágba. Komárom-Esztergom vármegyei szakaszának hossza nem sokkal haladja meg a 300 métert, ezt leszámítva Pest vármegye területén folyik.

## A név eredete, a patak története
A vidék a honfoglalást követően feltehetőleg Apor vezér szállásterülete volt. A feltevést egy ismeretlen helyen fekvő Apurig nevű településre alapozzák, amely etimológiailag valószínűleg az Apor-ügy (Apor-patak) szóra vezethető vissza, hiszen egykor az ig (ügy)-szó patakot is jelentett.
Később Bucsina-, Izbég-, ill. Malom-patak néven is emlegették. Az utóbbi nevet arról kapta, hogy vízhozama több vízimalom üzemeltetésére is elegendő volt, amelyekről a 17. századtól kezdve vannak írott adatok Szentendre nyugati határától a Dömör-kapuig.
A kövezett patakmeder-szakasz Szentendre egyik látványossága volt. Az Öreg hídtól felfelé azonban ezt az 1970-es évekbeli építményt részben már elmosta a víz, illetve törmelékkel hordta teli, így többnyire már nem is látható.

## A patakmeder útja

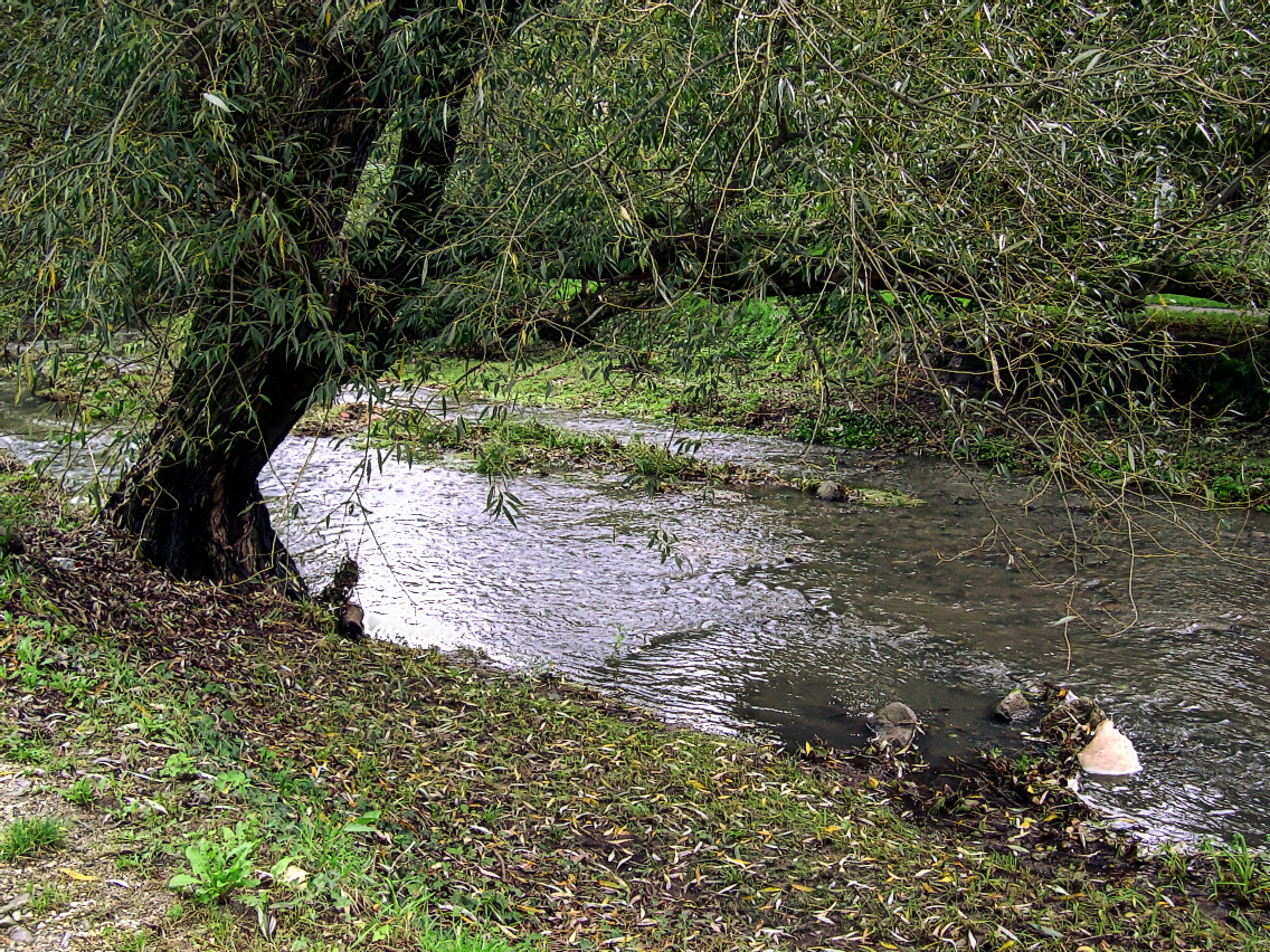
A Bükkös-patak Szentendrénél

Folyása azt az északnyugat-délkeleti irányú geológiai törésvonalat követi, mely Dömöstől (Pilismaróttól) a Szőke-forrás völgyén és a Király-kúti nyergen keresztül Szentendréig fut. Felszíni patakként Pilisszentlászlótól délkeletre, Sikárostól ered, szárazabb évszakokban ugyanis a dobogókői szakaszban nincs víz. A Király-patak vizével együtt halad tovább kb. 200 méteren át a Somfej-hegy és a Bölcső-hegy mellett, egyre szűkülő völgyön keresztül. Ezután éri el a Dömör-kaput. Szentendrén a felső szakaszán a Püspökmajori lakóteleptől északra Izbég felé fut a patak. Számos híd vezet át rajta. Alsó szakaszán, a Lehel utcai hídtól a Duna korzóig burkolt a medre. A belváros déli részén, a patak felett átívelő Apor hídnál magasodik az evangélikus és a Pozsarevacska templom.
Útja összesen 16 kilométer hosszú, ezalatt 351 métert, kilométerenként tehát körülbelül 22 métert ereszkedik.